# June Christy
June Christy (Springfield, 1925. november 20. – Sherman Oaks, Los Angeles, 1990. június 21.) amerikai dzsesszénekesnő.

## Pályafutása
June Christy Illinois nőtt fel. 1938-tól különböző helyi zenekarokban énekelt. A középiskola elvégzése után Chicagóba ment, ahol szórakoztató zenekarokban énekelt. A város dzsesszklubjában dolgozott, többek között a YeOld Cellarban és a Three Deuces-ban.
1945-ben Anita O'Day utódjaként csatlakozott Stan Kenton zenekarához. Rövidesen June Christyt nevezte a szakma a cool jazz igazi megtestesítőjének.
Először és olyan slágereket vett fel Kentonnal, mint a How High the Moon és a Tampico. 1947-ben felvette első szólólemezét Kenton zenészeivel – és hozzáment Bob Cooperhez, a Kenton zenekar egyik tagjához.
Saját klubkoncerteket is egyre inkább tartott. Az 1940-es évek végétől Christy rendszeresen megnyerte a szavazásokat, és a Capitol Records egyik sztárjaként tartották számon. A Metronome All-Stars tagjaként (Nat Cole triójával) a Columbia Records számára is rögzített lemezeket.
1951-ben végleg otthagyta a Stan Kenton zenekart, amikor az feloszlatta az Innovations Orchestrát. Ezt követte ugyan még néhány fellépés Kentonnal, például egy európai turnén 1953-ban és egy amerikai turnén 1959-ben. Férjével, Bob Cooperrel többször bejárta Európát. 1965-ben vonult vissza a zeneipartól, és már csak egyszer, 1977-ben tért vissza a stúdióba.

## Albumok
1954: Something Cool

1955: Duet

1956: The Misty Miss Christy

1957: June, Fair and Warmer!

1957: Gone for the Day

1958: This Is June Christy

1958: June’s Got Rhythm

1958: The Song Is June!

1959: Recalls Those Kenton Days

1959: Ballads For Night People

1960: The Cool School

1960: Something Cool

1960: Off-Beat

1960: Do-Re-Mi (& Bob Cooper)

1961: This Time of Year

1962: Big Band Specials

1963: The Intimate Miss Christy

1965: Something Broadway, Something Latin

1977: Impromptu

1977: June Christy 1977

1986: A Lovely Way to Spend an Evening